# 卡洛·奥兰迪
卡洛·奥兰迪（義大利語：Carlo Orlandi，1910年4月23日—1983年7月29日），意大利男子拳击运动员。他曾代表意大利参加1928年夏季奥林匹克运动会拳击比赛，获得男子轻量级金牌。